# 日テレ系音楽の祭典ベストアーティスト2023
『日テレ系音楽の祭典 ベストアーティスト 2023』（にっテレけいおんがくのさいてん　ベストアーティスト2023）は、日本テレビ系列で2023年12月2日19時 - 22時54分（JST）に生放送された通算23回目の『日テレ系音楽の祭典 ベストアーティスト』。

## 概要
2023年11月17日に放送が発表された。総合司会は前年に引き続き櫻井翔が、司会は羽鳥慎一、バカリズム、市來玲奈（日本テレビアナウンサー）が務める。

## 出演者

### 総合司会
- 櫻井翔

### 司会進行
- 羽鳥慎一
- バカリズム
- 市來玲奈（日本テレビアナウンサー）

### 出演アーティスト
- IMP.（VTR出演）
- Ado
- 生田絵梨花
- 石川さゆり
- &TEAM
- King & Prince
- King Gnu
- Kep1er
- 昆夏美×山崎育三郎
- JO1
- ジェジュン
- GENERATIONS from EXILE TRIBE
- SKY-HI×Nissy
- SixTONES
- Snow Man
- SUPER BEAVER
- SEKAI NO OWARI
- Sexy Zone[注 1]
- SEVENTEEN
- Da-iCE
- 豊原江理佳
- なにわ男子
- NiziU
- 乃木坂46
- Perfume
- 日向坂46
- BE:FIRST
- 福山雅治
- 松任谷由実（特別企画）
- MISIA
- Mrs. GREEN APPLE
- 由薫
- 優里
- ゆず
- 緑黄色社会
- LE SSERAFIM
- Rockon Social Club

- うち太字は『第74回NHK紅白歌合戦』にも出場のアーティスト。

## セットリスト
は事前収録、 は過去の映像等のVTR
| 曲順 | アーティスト                 | 楽曲                                            |
| ---- | ---------------------------- | ----------------------------------------------- |
| 1    | GENERATIONS from EXILE TRIBE | AGEHA                                           |
| 2    | GENERATIONS from EXILE TRIBE | Evergreen                                       |
| 3    | GENERATIONS from EXILE TRIBE | ワンダーラスト                                  |
| 4    | Kep1er                       | Grand Prix                                      |
| 5    | なにわ男子                   | Poppin' Hoppin' Lovin'                          |
| 6    | IMP.                         | I Got It                                        |
| 7    | Da-iCE                       | スターマイン                                    |
| 8    | 由薫                         | 星月夜                                          |
| 9    | MISIA                        | アイノカタチ                                    |
| 10   | 日向坂46                     | Am I ready?                                     |
| 11   | King & Prince                | なにもの                                        |
| 12   | SUPER BEAVER                 | 名前を呼ぶよ                                    |
| 13   | SUPER BEAVER                 | グラデーション                                  |
| 14   | &TEAM                        | OMG                                             |
| 15   | Kep1er                       | GENIE                                           |
| 16   | JO1                          | TT -Japanese ver.-                              |
| 17   | 乃木坂46                     | おひとりさま天国                                |
| 18   | Sexy Zone                    | 人生遊戯                                        |
| 19   | 石川さゆり                   | ダメ男数え唄                                    |
| 20   | 福山雅治                     | 虹                                              |
| 21   | 福山雅治                     | 想望                                            |
| 22   | &TEAM                        | FIREWORK                                        |
| 23   | BE:FIRST                     | Boom Boom Back                                  |
| 24   | Rockon Social Club           | LIFE                                            |
| 25   | SEVENTEEN                    | 今 -明日 世界が終わっても-                      |
| 26   | 優里                         | ビリミリオン                                    |
| 27   | Ado                          | 唱                                              |
| 28   | 昆夏美×山崎育三郎            | 美女と野獣                                      |
| 29   | ジェジュン                   | 星に願いを                                      |
| 30   | 豊原江理佳                   | パート・オブ・ユア・ワールド                    |
| 31   | 生田絵梨花                   | ウィッシュ〜この願い〜                          |
| 32   | LE SSERAFIM                  | UNFORGIVEN (feat. Nile Rodgers) -Japanese ver.- |
| 33   | SKY-HI×Nissy                 | SUPER IDOL                                      |
| 34   | SixTONES                     | こっから                                        |
| 35   | King Gnu                     | SPECIALZ                                        |
| 36   | 乃木坂46                     | 守ってあげたい 乃木坂46 cheers 松任谷由実       |
| 37   | JO1                          | WOW WAR TONIGHT 〜時には起こせよムーヴメント    |
| 38   | Ado                          | Tot Musica                                      |
| 39   | Snow Man                     | タペストリー                                    |
| 40   | Mrs. GREEN APPLE             | インフェルノ                                    |
| 41   | Mrs. GREEN APPLE             | ケセラセラ                                      |
| 42   | NiziU                        | LOOK AT ME                                      |
| 43   | SEKAI NO OWARI               | 最高到達点                                      |
| 44   | 緑黄色社会                   | 花になって                                      |
| 45   | Perfume                      | ナチュラルに恋して                              |
| 46   | Perfume                      | すみっコディスコ                                |
| 47   | ゆず                         | そのときには                                    |
| 48   | ゆず                         | ビューティフル                                  |

## スタッフ
- 技術統括：川合亮
- 美術統括：大川明子
- 美術プロデューサー：山本澄子
- 総合TD：鈴木昭博
- 美術進行：中島杏実
- メイク：柴田茜
- 花飾：花香恭子
- レーザー：木村邦彦、古賀陽葉里
- 楽器レンタル：佐藤継信
- モニター：一由雄太、吉邑光司
- CGデザイン：水落功真、深川侑紀、柳麗
- デジタルプロデューサー：大園菜々実
- HP：岡部愛、小島健矢
- データ放送：菅野智美

汐留本社 SVサブ
- TD：中村晋也
- SW︰北折雅人
- MIX：大浦政宣
- VE：古手川大
- TK：山岸由佳、神保よしみ、太田美沙、田中美南子
- ECG：宮前芳恵、橋田可奈子
- ノンリニア編集：今井綾乃
- 音効：杉山謙一郎、相田恵美子
- ベストポイントディレクター：豊永満、出野皓平、正寶奈都貴
- ディレクター：関口拓、後藤喬之

京セラドーム大阪中継
- TD：牛山敏彦、林徹
- ディレクター：橋村和幸、山下達磨、石川由乃、山口茉莉
- プロデューサー：山崎みみ、岡部憲道

バンテリンドーム ナゴヤ中継
- TD：高岡彰吾、岩崎淳（CTV）
- SW︰大橋祐一郎
- カメラ：岡本亮
- MIX︰前田英人
- ディレクター：新井章司、織田充希、白石日香里
- プロデューサー：渡辺健太郎、伊藤那月

Asue アリーナ大阪中継
- TD：杉本裕治
- カメラ：片山雄斗
- 音声：小原正広
- ディレクター：高尾あずみ、岩田宜之、鈴木千香
- プロデューサー：窪彩花

真駒内セキスイハイムアイスアリーナ中継
- TD：牛山敏彦、林徹
- VE：群一正
- SW︰田代康高
- カメラ：向山悠樹
- MIX︰嶋田純也
- ディレクター：並河和奈、蓮沼未来
- プロデューサー：藤本弘志

番町C1スタジオ
- 美術デザイン：浅田一花
- 大道具：鷲嵜季映、伊集院正幸
- 電飾：冨田仁、黒沢裕之、細田竜司
- アクリル装飾：松本健、藤波竜之介
- 特効：堀田秀二郎
- SW︰鈴木健司
- カメラ：岩永雄允
- VE：喜屋武寛之
- MIX：瀧島要介、大越克人、白水英国
- 照明：谷田部恵美、萱津卓、笠木駿
- 音効：西谷香澄

番町C2スタジオ
- 美術デザイン：波多野真理
- 大道具：小笠原憲仁、松橋滉平
- 電飾：平ノ内厚夫、糸数青祥
- アクリル装飾：山田隼人
- 小道具：伊沢英樹、前田睦美
- SW︰吉田健治
- カメラ：大庭茂嗣
- VE：佐々木謙太
- MIX：原秀彰、杉村理紗、梓沢曜平
- 照明：井口弘一郎、鹿野功
- PA：内藤甲斐
- 音効：岡崎宏

番町C3スタジオ
- カメラ：川島佑介
- MIX：中村宏美
- 大道具：駒井那紀
- FM：藁科啓、文元麻由奈

全体
- 映像協力：一般財団法人長岡花火財団
- 美術・技術協力：読売テレビ、中京テレビ、札幌テレビ、NiTRO、日テレアート、日放、共立ライティング、中央宣伝企画、オブジェスタジオ、テルミック、コマデン、ヤマモリ、エス・アイ・エス、TACT、NKL、テックトラスト、エキスプレス、ヌーベルバーグ
- 制作協力：AX-ON、オフィス・ケーアール、ゴットキッズ、モスキート、アガサス
- 運営：光岡裕子、脇阪真琴、山崎李奈、甲斐主規
- 放送作家：桜井慎一、桝本壮志、藤井靖大
- TK：桜井えみこ、田中彩
- デスク：小原麻実
- 番町スタジオプロデューサー：前田直敬、吉田一浩、本橋武夫
- FM：加藤健太、糸賀綾香、片岡明日香、小手川由莉、則武有希子、高橋果歩、斉籐鈴乃
- 演出補[注 2]：松本亜弓、磯村奏、大槻まな、村岡美里、山本剛史、土田満春、仲間翔夢、安達裕美
- 制作進行：斎藤寿
- ディレクター：中村文彦、阿部聡、錦織信彦、安達穣史、諏訪裕紀、庄司名衣、稲元雅俊、松本匡(臣)貴、佐々木万由子、田中もも、町田有、廣本諒介、山本ゆかり
- プロデューサー：貝山京子、柏原萌人、傅克文、森下典子、比嘉智樹、橋本隆、山崎佑里子、和田裕子、大塚明、阿比留ほのほ、高村いずみ
- 統括プロデューサー：河野雄平
- 演出：渡辺春佳
- 総合演出：渡邉友一郎
- 総合プロデューサー：岩崎小夜子
- チーフプロデューサー：島田総一郎
- 製作著作：日本テレビ

## 関連番組
- 1億3000万人のSHOWチャンネル

当番組の総合司会を務める櫻井翔と進行を務める羽鳥慎一がレギュラー出演しているバラエティ番組。
- バズリズム02

当番組の進行を務めるバカリズムと市來玲奈がレギュラー出演している音楽番組。